# Galium haussknechtii
Galium haussknechtii är en måreväxtart som beskrevs av Friedrich Ehrendorfer. Galium haussknechtii ingår i släktet måror, och familjen måreväxter. Inga underarter finns listade i Catalogue of Life.